# Dienstleistungsspezifikation
Die Dienstleistungsspezifikation eines Übersetzungsdienstleisters definiert verbindliche Vorgaben, die alle inhaltlichen und formalen Anforderungen an eine auszuführende Übersetzungsdienstleistung enthalten. Sie ist vom Auftraggeber auszufüllen. Im Zusammenhang mit der Norm EN 15038 für Übersetzungsdienstleistungen „muss der Übersetzungsdienstleister mit dem Kunden eine Vereinbarung treffen […]. Diese Vereinbarung enthält die […] Dienstleistungsspezifikation“.
Sie kann als Formblatt in einem Übersetzungsdienstleistungsunternehmen eingesetzt werden und legt neben den erforderlichen Vorgaben für die Erbringung der Dienstleistungen die konkreten Erwartungen des Auftraggebers an die Übersetzungsdienstleistung – die Kundenspezifikation – fest.

## Beschreibung
In der Dienstleistungsspezifikation werden die Bedingungen und Anforderungen eines Übersetzungsauftrages erfasst. Durch Bereitstellung von Zusatzinformationen wird ein effizienteres und auf die Kundenwünsche feiner abgestimmtes Arbeiten ermöglicht, was erheblich zur Qualitätssicherung beiträgt.

## EN 15038:2006
Die Europäische Norm für Übersetzungsdienstleistungen EN 15038, die am 1. August 2006 in Kraft getreten ist und in Deutschland die DIN 2345 abgelöst hat, erwähnt im Abschnitt „Vereinbarung zwischen dem Kunden und dem Übersetzungsdienstleister“ die Dienstleistungsspezifikation, die in der Vereinbarung zwischen beiden Parteien enthalten ist und für die Erbringung der Dienstleistung erforderlich ist.
Zudem hält die Norm in Abschnitt „Arbeitsprozesse für die Erbringung von Übersetzungsdienstleistungen“ fest, dass bei Übersetzungsaufträgen, die „Dienstleistung auf Richtigkeit und Vollständigkeit sowie auf die Übereinstimmung mit der Vereinbarung zwischen dem Kunden und dem Übersetzungsdienstleister geprüft [wird].“
Der erhaltene Ausgangstext bildet dabei die Grundlage und soll auf die Realisierbarkeit der getroffenen Vereinbarungen geprüft werden. Neben der Makrostruktur mit Thema, Textgattung und Sprachregister, Textfunktion und Textsorte, vereinbarten Textkonventionen, Textstruktur des Gesamttextes (Superstruktur) und nonverbalen Elementen wie Abbildungen und Grafiken ist die Mikrostruktur mit den Feldern Pragmatik, Grammatik und Syntax, Lexik und Semantik und nicht sprachlich zerlegbaren (suprasegmentalen) Merkmalen zu berücksichtigen.
Aufzeichnungen über „spezielle sprachliche Anforderungen“  können „die Einhaltung von kundenseitigen Stilrichtlinien, die Adaption der Übersetzung an eine vereinbarte Zielgruppe, die Ausrichtung auf einen bestimmten Übersetzungs- oder Verwendungszweck, die Verwendung geeigneter Terminologie oder die Aktualisierung von Glossaren“ beinhalten.
Der Übersetzungsdienstleister hat sich an mögliche Stilrichtlinien, die vom Auftraggeber bereitgestellt werden, zu halten. Zu diesen Vorgaben gehören beispielsweise die Interpunktion, die Schreibweise, die Formatierung, konventionsbedingte Anpassungen und Kulturspezifika sowie terminologische Festlegungen.
Im Zusammenhang mit dem zu übersetzenden Text ist es wichtig, „die ausgangssprachlich gegebene Textbedeutung so in die Zielsprache [zu] übertragen, dass der Zieltext den Regeln der Zielsprache und den Anweisungen des erhaltenen Übersetzungsauftrags entspricht.“ Folgende Punkte können Berücksichtigung finden: Terminologie, Grammatik, Lexik, Stil, Locale, Formatierung sowie Zielgruppe und Zweck der Übersetzung.
Sofern eine fachliche Prüfung gefordert wird, muss der Übersetzungsdienstleister diese veranlassen. Allen in der Norm angeführten Anforderungen kann durch eine entsprechend detailliert ausgeführte Dienstleistungsspezifikationen entsprochen werden.

## Bedeutung
Für die optimale Übertragung der Inhalte aus einem Ausgangstext ist eine klar definierte Spezifikation mit Informationen bezüglich Sonderterminologien, spezifisch lexikalischer Bedeutungen (interner Fachjargon) u. a. von großer Bedeutung. Sie können unverzichtbares Hintergrundwissen beinhalten, das für die Qualitätssicherung unerlässlich ist.
Klar definierte Arbeitsanweisungen in der Dienstleistungsspezifikation seitens des Auftraggebers sind für das optimale Verständnis zwischen beiden Parteien von großer Bedeutung. Der Ausgangstext liegt in der Verantwortung des Auftraggebers und sollte eine explizit artikulierte Vorlage darstellen und in allen semantischen Hinsichten verbindlich sein. Besteht nicht der ausdrückliche Wunsch seitens des Auftraggebers, ist es nicht Aufgabe des Übersetzers, in den Inhalt der Vorlage einzugreifen. Eine Übersetzung spiegelt im Idealfall das Qualitätsprofil der Vorlage wider. Sprachmittler enthalten sich jeder Stellungnahme zum Inhalt des Textes und sind nicht für ihn verantwortlich, auch wenn er sich nach der Übersetzung sprachlich oder inhaltlich nicht so günstig darstellen sollte, wie der jeweilige Autor dies beansprucht. Veränderungen im Text gegenüber dem Ausgangstext dürfen nicht willkürlich von Übersetzern vorgenommen werden. Neuformulierungen kann ein Übersetzer nicht leisten, da er sich an den vorgegebenen Text halten muss. Wie frei ein Text zu übersetzen ist, soll in der Dienstleistungsspezifikation definiert werden. Es besteht jedoch keine Gewährleistung, dass dabei die Neuformulierungen dem individuellen Geschmack des Auftraggebers entsprechen.
Wird ein Auftrag gegebenenfalls nicht exakt spezifiziert, können eventuelle Ambiguitäten, textliche Unschärfen, verdeckte inhärente Widersprüchlichkeiten, Auslassungen bis Unvollständigkeiten, stilistische und logische Brüche nicht offengelegt werden. Eine Dienstleistungsspezifikation soll das Zurückgreifen auf Mittel wie Interpretation und Extrapolation zur Überwindung der Uneindeutigkeiten vermeiden und eine bis in den Wortsinn und in die stilistische Diktion sinngetreue Übertragung der Vorlage gewährleisten. Dabei ist zu beachten, dass semantisch-syntaktische Eigengesetzlichkeiten der jeweiligen Zielsprache mit ihren charakteristisch gelagerten Akzentuierungen, Sinnperspektiven wie auch Wortschatz und (Fach-)Terminologiestrukturen beachtet werden und kulturell bedingter Wissenshintergrund sowie mentalitätsgebundene Vorstellungs- und Sprachdynamik gebührend einberechnet werden. Auf diese Weise kann bei landesspezifischen Strukturen in Systemkomplexen wie Bildung, Verwaltung und Recht ein äquivalenter Terminus bzw. eine exakte Übertragung gewährleistet werden.

## Vorgehensweise
Zur Vermeidung von Fehlern und Ungenauigkeiten erfordern Texte eine genaue Abklärung. Damit die Übersetzung der Intention des Auftraggebers möglichst gut entspricht, ist dessen Kooperation notwendig. Der Spezifikationsgrad eines Auftrages bzw. einer Dienstleistung reicht von einer einfachen Präzisierung über eine eventuell kommentierte Ergänzung bis hin zur zusätzlichen Aufgabe einer Neubearbeitung oder sogar einer selbständigen fremdsprachlichen Texterstellung nach inhaltlichen Vorgaben. Die Spannweite der Spezifikation richtet sich individuell nach Textsorte und Textintention. Die angegebenen Parameter können den Handlungsspielraum öffnen oder begrenzen.
Wenn keine abweichenden Vorgaben zu berücksichtigen sind, wird die Auftragsbearbeitung entsprechend den Standard-Rahmenbedingungen erfolgen.
Eine berechtigte Wertung des Ergebnisses kann auf der Grundlage der spezifischen Vorgaben erfolgen. Nachträglich mitgeteilte Informationen können dann nur noch im Rahmen eines Zusatzauftrages berücksichtigt werden. Bei übersetzungskritischen Absichten, also Anmerkungen, Kommentaren, Stellungnahmen soll mit dem Übersetzungsdienstleister Rücksprache gehalten werden, um eine Klärung der Problembehandlung zu erreichen.